# Maria Angela Truszkowska

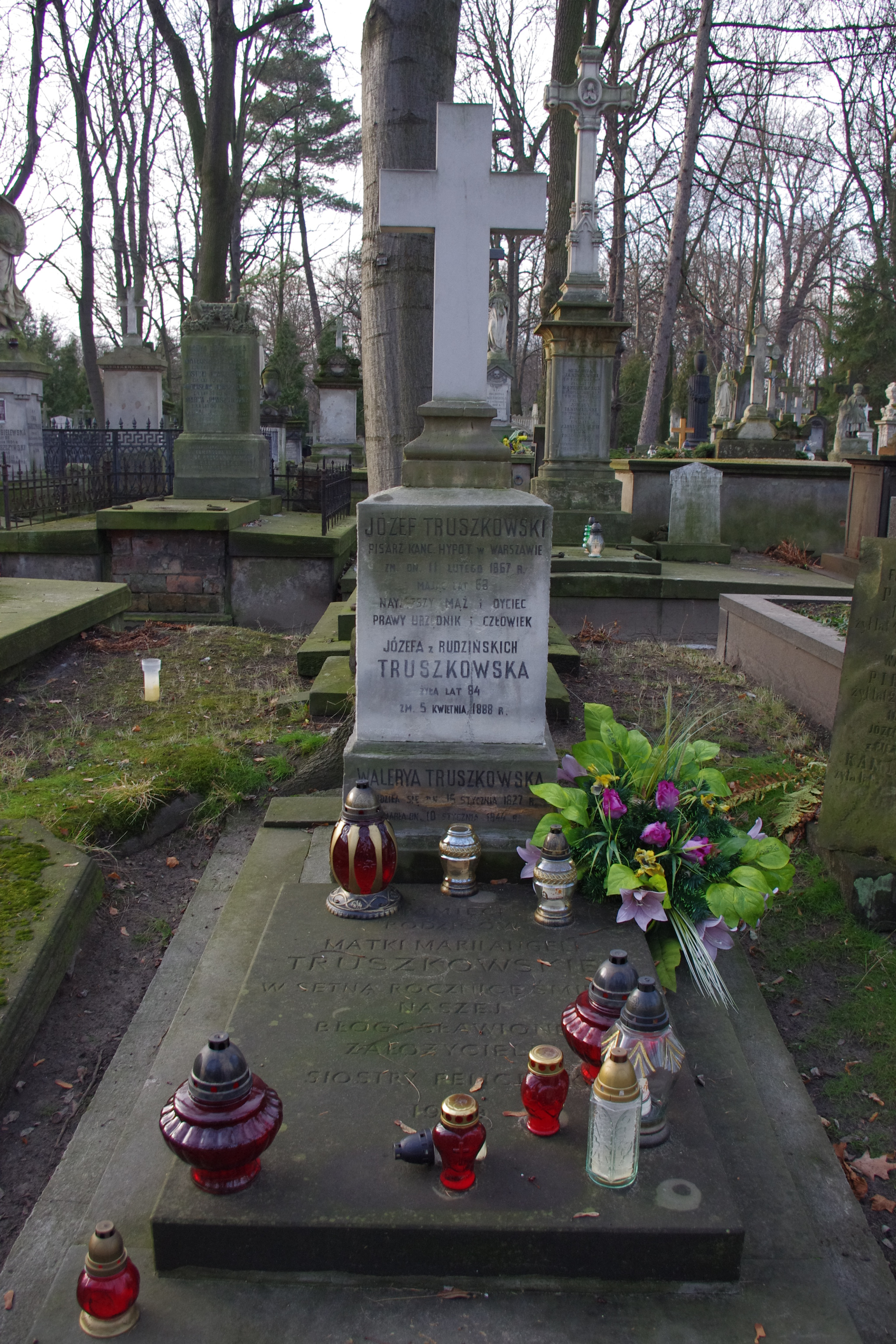
Grób Józefa Truszkowskiego i jego żony Józefy Truszkowskiej z domu Rudzińskiej – rodziców założycielki zgromadzenia sióstr felicjanek błogosławionej Marii Angeli Truszkowskiej na Starych Powązkach w Warszawie. Na nagrobku widnieje napis – „Pamięci rodziców Matki Marii Angeli Truszkowskiej w setną rocznicę śmierci naszej błogosławionej założycielki – Siostry Felicjanki 1999”

Maria Angela Truszkowska, właściwie: Zofia Kamila Truszkowska herbu Trzaska (ur. 16 maja 1825 w Kaliszu, zm. 10 października 1899 w Krakowie) − założycielka zgromadzenia sióstr felicjanek, błogosławiona katolicka, dziewica.

## Życiorys

### Dzieciństwo i młodość
Urodziła się 16 maja 1825 w Kaliszu jako pierwsze z siedmiorga dzieci Józefa, podprokuratora przy Sądzie Policji Poprawczej Wydziału Kaliskiego, i Józefy z Rudzińskich. Na chrzcie 1 stycznia 1826 w kolegiacie Wniebowzięcia Najświętszej Maryi Panny w Kaliszu otrzymała imiona Zofia Kamila.
Na podstawie zachowanych zapisów w Dziennikach Urzędowych Królestwa Polskiego wiadomo, że w 1834 rodzina Truszkowskich przeniosła się do Warszawy. Rodzice zadbali o dobre wychowanie i gruntowne wykształcenie swojej najstarszej córki. Zofia rozpoczęła regularną naukę na Wyższej Pensji Laury Brzezińskiej-Guerin. Duży wpływ na jej formację duchową miała nauczycielka Anastazja Kotowicz.
Zofia była dobrą uczennicą, jednak jej słabe zdrowie zmusiło ją do przerwania nauki. W wieku 16 lat zagrożona chorobą płuc wyjechała na rok do Szwajcarii w towarzystwie Anastazji. Kontemplacja przyrody miała duży wpływ na jej życie duchowe, rozmiłowała się w modlitwie. Pobyt w Szwajcarii wzmocnił jej siły fizyczne i duchowe, jednak po powrocie do Warszawy nie wróciła już na pensję. Uczyła się sama, często korzystając z prywatnej biblioteki ojca, pogłębiając swą wiedzę i znajomość języków obcych, zwłaszcza francuskiego. Równocześnie rodzice powierzyli jej opiece młodsze rodzeństwo.
Już w młodzieńczych latach Zofia zapragnęła poświęcić swe życie na służbę Bogu. Jej myśli kierowały się w stronę klasztoru sióstr wizytek. Rodzice nie pozwolili jej jednak na wstąpienie do zakonu, chociaż jej postawę cechowała głęboka pobożność i umiłowanie modlitwy oraz wrażliwość na nędzę innych. Na przeszkodzie stanął również wyjazd z chorym ojcem do Salzbrunn. Po skończonej kuracji oboje zwiedzili Kolonię w Niemczech. Tam, w gotyckiej katedrze, Zofia ponownie rozeznała swoje powołanie: zrozumiała, że Bóg nie powołuje jej do zostania wizytką.

### Działalność charytatywna
Gdy w 1854 zaczęto w Warszawie organizować Stowarzyszenie Pań Miłosierdzia św. Wincentego a Paulo przy kościele Św. Krzyża, Zofia Truszkowska włączyła się w jego działalność jako jedna z pierwszych. Rodzice, widząc jej zaangażowanie w pracy charytatywnej, a jednocześnie ciesząc się, że córka przestała myśleć o wstąpieniu do zakonu klauzurowego, wspomagali materialnie jej poczynania. Wkrótce Zofia stała się jedną z najaktywniejszych członkiń Stowarzyszenia. Przy współpracy swej kuzynki Klotyldy Ciechanowskiej i hrabiny Gabrieli z Brezów Wrotnowskiej w listopadzie 1854 wynajęła mieszkanie przy ul. Kościelnej 10 na Nowym Mieście w Warszawie i zorganizowała schronisko dla kilku bezdomnych sierot i staruszek.

### Tercjarstwo franciszkańskie
3 czerwca 1855 Zofia i Klotylda przyjęły habit tercjarski z rąk Honorata Koźmińskiego, kapucyna, słynnego wówczas kaznodziei i ich duchowego kierownika. Wraz z przyjęciem habitu otrzymały nowe imiona: Zofia – s. Angeli, a Klotylda – s. Weroniki. Natomiast 21 listopada tego samego roku oddały się pod opiekę Matki Bożej Częstochowskiej. Tę datę siostry felicjanki uważają za datę powstania Zgromadzenia.
12 kwietnia 1856 wynajęła większe mieszkanie przy ul. Mostowej, gdzie przeniosły się dzieci i staruszki. O tym wydarzeniu obszernie pisał „Kurier Warszawski”.
Wówczas instytucja Panny Truszkowskiej otrzymała nazwę „Zakład św. Feliksa”. Patronem zakładu został św. Feliks z Kantalicjo (kapucyn, zm. w 1587). Zofia wraz z podopiecznymi często modliła się przed ołtarzem jemu dedykowanym w kościele Kapucynów przy ul. Miodowej w Warszawie.
W lipcu 1856 Zofia i Klotylda przeniosły się na stałe do Zakładu i poświęciły się całkowicie wychowaniu dzieci i opiece nad osobami starszymi. Dzieło s. Angeli rozrastało się bardzo szybko. Po niedługim czasie – 8 lipca 1857 – Zakład przeniósł się do dawnej Biblioteki Załuskich przy ul. Daniłowczowskiej.

### Nowa wspólnota zakonna
Przykład s. Angeli przyciągnął wiele młodych dziewcząt, które ofiarowały Bogu swe życie na służbę potrzebującym.
W 1859 siostry felicjanki rozpoczęły posługiwanie także wśród ludu wiejskiego. W Ceranowie na Podlasiu, w majątku Ludwika Górskiego, powstała pierwsza ochronka. Po czterech latach siostry prowadziły już wśród unitów podlaskich jedenaście podobnych ochronek, a na terenie całego zaboru rosyjskiego dwadzieścia siedem.
W czasie sprawowania przez Matkę Angelę urzędu przełożonej generalnej Zgromadzenia doszło do kolejnego zrywu niepodległościowego Polaków. Podczas powstania styczniowego wiele domów Zgromadzenia zamieniono na prowizoryczne szpitale. Za udział w powstaniu rząd carski ukarał felicjanki kasatą Zgromadzenia w całym Królestwie Polskim. Część sióstr udała się do Krakowa, gdzie istniała jedyna nieobjęta ukazem carskim placówka Zgromadzenia. M. Angela przyjechała do Krakowa w 1866 i rozpoczęła na nowo organizować życie zakonne sióstr felicjanek.

### Życie duchowe
Duchowość M. Angeli jest opisywana jako potrafiąca szukać, radzić się innych, ufać całkowicie Bogu i wiernie wypełniać rozpoznaną wolę Bożą. Niosła pociechę i pomoc innym, mimo iż sama przeżywała liczne życiowe trudności. Centrum jej życia duchowego stanowiło nabożeństwo do Chrystusa Eucharystycznego i do Niepokalanego Serca Maryi.
Dożyła chwili zatwierdzenia przez Kościół założonego przez siebie Zgromadzenia Sióstr Felicjanek. Miesiąc przed śmiercią ks. bp Jan Duklan Puzyna wręczył jej dekret Stolicy Apostolskiej zatwierdzający Zgromadzenie.

### Śmierć
Matka Maria Angela zmarła 10 października 1899 w domu macierzystym Zgromadzenia w Krakowie przy ul. Smoleńsk i tam – za specjalnym pozwoleniem władz austriackich – została pochowana w kaplicy przy kościele Niepokalanego Serca Maryi, gdzie spoczywała do roku 1993.

## Proces beatyfikacyjny

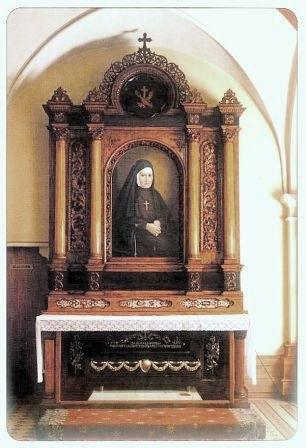
Ołtarz z relikwiami bł. M. Angeli Truszkowskiej w Krakowie

Z inicjatywy sióstr felicjanek podjęto starania w celu wyniesienia M. Angeli na ołtarze. W 1949 w archidiecezji krakowskiej rozpoczął się diecezjalny proces informacyjny pod przewodnictwem kard. Adama Stefana Sapiehy, a następnie akta procesu zostały przekazane do Kongregacji ds. Obrzędów w Rzymie. Odtąd przysługiwał jej tytuł Służebnicy Bożej. Następnie za zezwoleniem Kongregacji ds. Obrzędów, 20 listopada 1967 kard. Karol Wojtyła, ówczesny ordynariusz, a późniejszy papież i święty rozpoczął proces apostolski. Postulatorem procesu mianowano wówczas kapucyna o. Bernardino da Sienę OFMCap. Proces apostolski został zakończony w Krakowie, w 1969, po czym dokumentację przekazano do Rzymu. Po zapoznaniu się z tą dokumentacją Kongregacja Spraw Kanonizacyjnych uznała ważność procesu apostolskiego, czego wyrazem było ogłoszenie dekretu 2 kwietnia 1982 o heroiczności jej życia i cnót. Od tej pory przysługiwał jej tytuł Czcigodnej Służebnicy Bożej. 
Do beatyfikacji potrzebny był cud dokonany za jej wstawiennictwem, który 8 grudnia 1986 został potwierdzony dekretem. 19 czerwca 1992 odbyło się posiedzenie konsultorów teologicznych, a 7 lipca tegoż roku posiedzenie kardynałów i biskupów Kongregacji Spraw Kanonizacyjnych, którzy pozytywnie zaopiniowali dokumentację procesu, po czym papież Jan Paweł II wydał zgodę na jej beatyfikację, która odbyła się 18 kwietnia 1993 podczas uroczystej mszy świętej pod przewodnictwem papieża w Rzymie, podczas której beatyfikował on również: Stanisława Kazimierczyka, Faustynę Kowalską, Paulę Montal Fornés i Ludwika z Casorii. Po jej beatyfikacji relikwie przeniesiono do kościoła Niepokalanego Serca Maryi w Krakowie. Obecnie postulatorką procesu kanonizacyjnego jest s. Maria Marta Zielińska CSSF.
Jej wspomnienie liturgiczne zostało wyznaczone na dzień 10 października (dies natalis).

## Patronat
Maria Angela Truszkowska jest patronką wielu stowarzyszeń i instytucji prowadzonych przez siostry felicjanki na całym świecie. Wśród nich znajduje się Szkoła Podstawowa nr 28 w Warszawie i Gimnazjum nr 4 w Warszawie.

## Publikacje
- Maria Angela Truszkowska: Wybór pism. Listy do sióstr. T. 1. Rzym: Papieski Instytut Studiów Kościelnych, 1977. OCLC 749648589. Brak numerów stron w książce
- Maria Angela Truszkowska: Wybór pism. Listy do O. Honorata Koźmińskiego. T. 2. Cz. 1. Rzym: Papieski Instytut Studiów Kościelnych, 1980. OCLC 749648593. Brak numerów stron w książce
- Maria Angela Truszkowska: Wybór pism. Listy do O. Honorata Koźmińskiego i do różnych osób spoza Zgromadzenia. T. 2. Cz. 2. Rzym: Papieski Instytut Studiów Kościelnych, 1981. OCLC 749648681. Brak numerów stron w książce
- Maria Angela Truszkowska (opracowanie, przygotowanie do druku Rafaela Czernigiewicz, słowo wstępne Karol Wojtyła): Wybór pism. Różne pisma. T. 3. Rzym: Papieski Instytut Studiów Kościelnych, 1982. OCLC 922241834. Brak numerów stron w książce
- Maria Angela Truszkowska (wybór tekstów Benwenuta Tomasiak): Kochać, to znaczy dawać. Każdego dnia z bł. Marią Angelą: myśli bł. Marii Angeli Truszkowskiej z Wyboru Pism (t. I, II, III). Warszawa: Wydawnictwo Sióstr Loretanek, 2003. ISBN 83-7257-048-5. OCLC 749148366. Brak numerów stron w książce
- Maria Angela Truszkowska (dobór tekstów Jan D. Szczurek, fot. Ludwik Kostuś): Droga Krzyżowa. Kraków: Wydawnictwo „M”, 2003. ISBN 83-7221-578-2. OCLC 749306121. Brak numerów stron w książce